# Valea Strâmbă
Valea Strâmbă (węg. Gyergyótekerőpatak) – wieś w Rumunii, w okręgu Harghita, w gminie Suseni. W 2011 roku liczyła 1359 mieszkańców.